# Béghin-Say
Béghin-Say (zuletzt als Eridania Beghin Say) war bis 2003 ein bedeutender börsennotierter Agrarkonzern und der größte Zuckerproduzent Frankreichs. Er wurde im Jahr 2001 in vier unabhängige Unternehmen aufgespalten; der Zuckerbereich wurde 2001 von einem Konsortium genossenschaftlich organisierter französischer Zuckerhersteller erworben; der Kern der ehemaligen Béghin-Say Aktivitäten ist seither Teil des französischen Zuckerherstellers Tereos, der die Marke Béghin-Say weiter für seinen Zucker nutzt.

## Hintergrund
Béghin-Say geht auf die Fusion im Jahr 1972 der beiden Vorläufer Béghin und Say zurück; diese hatten ihren jeweiligen Ursprung im angehenden 19. Jahrhundert mit dem Aufkommen der in Europa heimischen Zuckerindustrie:
- Béghin, eine Zuckerfabrik aus Thumeries aus dem Jahr 1821
- Say, die Zuckerrohrfabrik Say wurde 1812 in Nantes von Louis Say, dem Bruder des Ökonomen Jean-Baptiste Say, gegründet

1980 Jahre baute die italienische Ferruzzi-Gruppe über die Börse ihren Anteil in Béghin-Say aus, wurde aber von der französischen Regierung an einem Erwerb der Mehrheit gehindert.
1986 erwarb die Ferruzzi-Gruppe unter Leitung von Raul Gardini schließlich eine Mehrheit am Unternehmen; 1992 wurde Béghin-Say mit der italienischen Eridania-Gruppe, einer Tochtergesellschaft des italienischen Mischkonzerns Montedison, die neben einem Zuckergeschäft in Italien weitreichende Aktivitäten in pflanzlichen Ölen und Futtermitteln hielt, fusioniert. Die erweiterte Gruppe firmierte fortan als Eridania Béghin-Say (EBS). Im Jahr 2000 gehörte EBS mit Erlösen von umgerechnet 9,8 Milliarden Euro zu den umsatzstärksten in der Nahrungsmittelindustrie; knapp 51 % des Kapitals waren in den Händen von Montedison.
Im Rahmen der Zerschlagung von Montedison wurde EBS im Juli 2001 in vier unabhängige, börsennotierte Unternehmen aufgespaltet: Béghin-Say (Zucker), Cereol (pflanzliche Öle), Cerestar (Stärken) und Provimi (Futtermittel).
2003 wurde das neue Béghin-Say von den genossenschaftlich organisierten Zuckerherstellern Union SDA, SDHF und Cristal Union sowie den in Union BS genossenschaftlich organisierten Rübenanbauern von Béghin-Say gekauft, die unter sich die französischen Aktiva von Béghin-Say aufteilten. Das verbleibende Kerngeschäft fusionierte 2004 mit Union SDA, die sich 2004 zu Tereos umbenannte.
Die ungarischen Zuckerfabriken von Béghin-Say wurden an die Nordzucker verkauft. Auch die anderen ehemaligen Teilbereiche von EBS verloren zugweise ihre neu erlangte Unabhängigkeit: Cereol wurde 2008 von dem US-amerikanischen Agrarunternehmen Bunge erworben, Cereol und Provimi von dem US-Agrarhändler Cargill (jeweils 2002 und 2011).